# 펌뱅킹
펌뱅킹(영어: firm banking)은 기업체의 호스트 컴퓨터와 금융기관의 서버를 전용회선 또는 통신망(VAN)으로 연결하여 기업자금관리의 편의성을 제공하는 금융서비스이다. 
펌뱅킹은 기업의 구매, 생산, 판매, 인사 및 재무 등을 총괄한 내부 ERP시스템의 모든 거래 프로세스를 은행의 시스템과 상호 연동하여 지급결제 업무까지 자동화한 것으로서 기업의 자원관리 효율성을 극대화하는 데 필수적인 서비스이다.

## 펌뱅킹과 인터넷뱅킹 차이점
| 항 목    | 인터넷뱅킹                                                 | 펌뱅킹                                                                                  |
| -------- | ---------------------------------------------------------- | --------------------------------------------------------------------------------------- |
| 거래수단 | 인증서, OTP                                                | 없음                                                                                    |
| 거래방식 | 은행이 제공하는 화면을 보면서 거래                         | 은행과 약속된 전자문서 교환을 통하여 거래                                               |
| 연 계 성 | 인터넷뱅킹 접속하여 별도 거래                              | ERP내 거래투입 시 동시에 거래 발생 및 회계 자동반영                                     |
| 안 정 성 | 개별 PC환경의 차이에 따라 거래의 안정성에 변동 요인이 많음 | 전용선(VAN 통신망) 사용에 따라 물리적으로 안정되어 있고, PC환경에 따른 영향이 거의 없음 |
| 편 리 성 | 대량거래 시 1회당 거래 건수 제한(1,000건 이내 등)          | 거래 건수 제한이 거의 없고, 속도가 빠름                                                 |
| 비 용    | 건수/금액 기준 수수료 징구(우수고객인 경우 감면)           | 건수 기준 수수료 징수 및 개별 계약에 따라 감면 가능                                     |
| 자금관리 | 부분적으로 가능                                            | 실시간, 일괄거래 및 회계시스템 자동반영으로 자금관리 용이                               |
| 기 타    | 맞춤서비스 일부 제공                                       | 맞춤서비스 제공 용이                                                                    |